# گروزبک (اوهایو)
گروزبک (به انگلیسی: Groesbeck) یک منطقهٔ مسکونی در ایالات متحده آمریکا است که در شهرستان همیلتون، اوهایو واقع شده‌است. گروزبک ۷٫۶ کیلومتر مربع مساحت و ۶٬۷۸۸ نفر جمعیت دارد و ۲۶۴ متر بالاتر از سطح دریا واقع شده‌است.